# Rakouské arcivévodství
Rakouské arcivévodství (německy Erzherzogtum Österreich) byl historický státní útvar, který se rozkládal na území dnešních Dolních a Horních Rakous. Vznikl v roce 1359 povýšením dřívějšího rakouského vévodství na arcivévodství, oficiálně uznané císařem však bylo až roku 1453.

## Historie

### Starší státní útvary
Rakouské markrabství se v této oblasti zformovalo jako stát podřízený Svaté říši římské v roce 960 pět let po bitvě na Lechu na základě Panonské marky. Za vlády Jindřicha II. roku 1156 bylo markrabství povýšeno na vévodství a roku 1278 nastupuje první vévoda z rodu Habsburků, Rudolf I.

### Nepotvrzené arcivévodství
V roce 1358 se dostal k moci vévoda Rudolf IV. zvaný Zakladatel, který se stal prvním vládcem arcivévodství. Na základě padělané listiny Privilegium maius v roce 1359 povýšil své vévodství na arcivévodství. Ale tento čin nebyl uznán ze strany svaté říše. Titul arcivévoda použil poprvé Arnošt.

### Uznání titulu
Oficiálně byl titul arcivévody potvrzen až v roce 1453 za panování císaře Fridricha III., který byl sám Habsburkem a rakouským vévodou. I poté, co František I. začal užívat titulu císaře rakouského, jenž se vztahoval na celé rakouské císařství, si arcivévodství zachovalo vůdčí úlohu mezi ostatními úděly. Tuto nadřazenou úlohu si udrželo až do roku 1918, kdy došlo k rozpadu Rakouska-Uherska po první světové válce a vzniklo Německé Rakousko.

### Pozdější vývoj

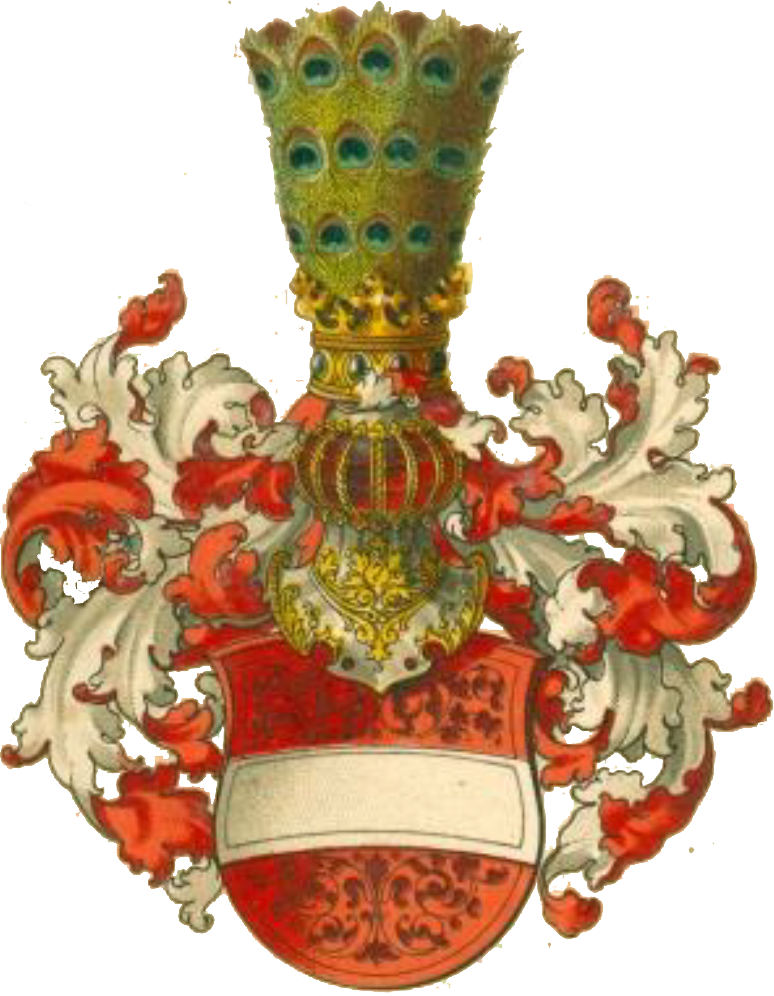
Kompletní znak dle H. G. Ströhla (1890)

Od roku 1512 bylo arcivévodství centrem Rakouského okruhu v rámci Svaté říše římské národa německého. Od 16. století drželi členové habsburského rodu titul rakouského arcivévody podobně jako byl držen titul prince královské krve v jiných panovnických rodech.